# Balthasar Ayala
Balthasar Ayala (geb. 1548 in Antwerpen; gest. 16. September 1584) war ein spanischer, in den Niederlanden aufgewachsener Jurist und Militärrichter.

## Leben
Ayala stand während des Achtzigjährigen Krieges in Diensten der spanischen Armee. Er schrieb ein Buch über den Krieg und die militärische Disziplin mit dem Titel De jure et officiis bellicis et disciplina militari libri III (Drei Bücher vom Kriegsrecht, von den Kriegsämtern und vom Militärwesen), das zuerst 1582 auf Lateinisch erschien. Darin vertrat er die Lehre, dass Zivilisten nicht absichtlich durch Streitkräfte angegriffen werden könnten. Er war ein wichtiger Vorläufer von Grotius (1583–1645), der sich oft auf sein De jure bezieht. Balthasar Ayala beschäftigte sich insbesondere mit der Thematik der Belagerung von Städten und den Plünderungen. Sein Werk fand Aufnahme in der Carnegie-Reihe Classics of International Law. Balthasar Ayala gehörte zur Schule von Salamanca, der ersten Schule des internationalen Naturrechts oder des natürlichen Völkerrechts, gegründet von dem Dominikaner Francisco de Vitoria (1483–1546) von der Universität von Salamanca. Ein weiterer Vertreter dieser Schule war der Jesuit Francisco Suárez (1548–1617). Ayala erkannte verschiedene legitime Kriegsziele an, darunter rächende Gerechtigkeit, die nationale Verteidigung, die Unterdrückung von Ungläubigen, die sich der Ausbreitung des Evangeliums widersetzen, und die Bestrafung rebellischer Untertanen.

## Werke
- De Jure Et Officiis Bellicis Et Disciplina Militari Libri III. Edited by John Westlake. Washington: Carnegie Institution, 1912. Digitalisat Reprint. Buffalo: William S. Hein & Co, 1995. Carnegie Classics of International Law.
- Three Books On the Law of War and on the Duties Connected with War and on Military Discipline. Translated by John Pawley Bate. Washington: Carnegie Institution, 1912. Digitalisat Reprinted by W.S. Hein, 1995. Carnegie Classics of International Law